# Oscar Bengtsson
Karl Oscar „Påsket” Vilhelm Bengtsson (ur. 14 stycznia 1885 w Göteborgu, zm. 13 września 1972 w Göteborgu) – szwedzki piłkarz, reprezentant kraju grający na pozycji bramkarza.

## Kariera klubowa
Podczas swojej kariery piłkarskiej Oscar Bengtsson występował w Örgryte IS. Z Örgryte siedmiokrotnie zdobył mistrzostwo Szwecji w 1902, 1904, 1905, 1906, 1907, 1909 i 1913.

## Kariera reprezentacyjna
W reprezentacji Szwecji Bengtsson zadebiutował 8 września 1908 w przegranym 1-6 towarzyskim meczu z amatorską reprezentacja Wielkiej Brytanii. W tym samym roku był w kadrze Szwecji na Igrzyska Olimpijskie w Londynie. Na turnieju w Anglii wystąpił w obu meczach z Wielką Brytanią i o brązowy medal z Holandią. Ostatni raz w reprezentacji wystąpił 5 października 1913 w przegranym 0-10 towarzyskim spotkaniu z amatorską reprezentacją Danii. W sumie wystąpił w 9 spotkaniach.
| Mecze i gole w reprezentacji | Mecze i gole w reprezentacji | Mecze i gole w reprezentacji | Mecze i gole w reprezentacji | Mecze i gole w reprezentacji | Mecze i gole w reprezentacji | Mecze i gole w reprezentacji |
| #                            | Data                         | Miasto                       | Przeciwnik                   | Gol                          | Wynik                        |                              |
| ---------------------------- | ---------------------------- | ---------------------------- | ---------------------------- | ---------------------------- | ---------------------------- | ---------------------------- |
| 1.                           | 08.09.1908                   | Göteborg                     | Wielka Brytania am.          |                              | 1:6                          | towarzyski                   |
| 2.                           | 20.10.1908                   | Londyn                       | Wielka Brytania am.          |                              | 1:12                         | Igrzyska Olimpijskie         |
| 3.                           | 23.10.1908                   | Londyn                       | Holandia                     |                              | 0:2                          | Igrzyska Olimpijskie         |
| 4.                           | 25.10.1908                   | Haga                         | Holandia                     |                              | 3:5                          | towarzyski                   |
| 5.                           | 26.10.1908                   | Bruksela                     | Belgia                       |                              | 1:2                          | towarzyski                   |
| 6.                           | 06.11.1909                   | Kingston upon Hull           | Anglia am.                   |                              | 0:7                          | towarzyski                   |
| 7.                           | 18.06.1911                   | Solna                        | Cesarstwo Niemieckie         |                              | 2:4                          | towarzyski                   |
| 8.                           | 03.11.1912                   | Göteborg                     | Norwegia                     |                              | 4:2                          | towarzyski                   |
| 9.                           | 05.10.1913                   | Sztokholm                    | Dania                        |                              | 0:10                         | towarzyski                   |